# Ленінград. Листопад
«Ленінград. Листопад» («Ленинград. Ноябрь») — радянсько-німецький художній фільм 1990 року, знятий режисерами Олегом Морозовим і Андреасом Крістофом Шмідтом на кіностудіях «Ленфільм» і «Neue Prometheus Filmproduktion».

## Сюжет
Дізнавшись про важку хворобу батька, Макс приїжджає з Кельна в Ленінград і дуже сподівається на те, що батько пробачить йому одруження з німкенею. Але переживши війну, блокаду, смерть близьких, батько не в змозі зрозуміти сина. Поховавши батька, Макс востаннє зустрічається з друзями, востаннє бачить рідне місто — осіннє і холодне…

## У ролях
- Григорій Гладій — Макс, росіянин з Кельна, що приїхав до батька в Ленінград
- Ігор Кечаєв — Ігор Миколайович, новий друг Макса
- Олена Величко — Олена, глухоніма дівчина, подруга Ігоря, приятелька Макса
- Наталія Коляканова — Наталка, медсестра, подруга Микити
- Микита Михайловський — Микита, художник
- Крістіна Кеніг — Еріка, німкеня, знайома Макса
- Михайло Дементьєв — хлопчик у під'їзді
- Борис Юхананов — приятель Ігоря
- Геннадій Митрофанов — роль другого плану
- Георгій Тейх — Анатолій Арсентьєв, батько Макса
- Олексій Богорад — епізод
- Віктор Ваха — епізод
- Броніслав Величко — епізод
- Ілля Гольцов — епізод
- Оксана Єзловецька — епізод
- Роман Єремян — епізод
- Святослав Задерій — Слава
- Олексій Канунніков — тромбоніст у джазовій філармонії
- Руслан Козлов — епізод
- Віктор Кольосов — епізод
- Сергій Корзінін — епізод
- Денис Красіков — епізод
- Сергій Кузнецов — епізод
- Томас Куфус — німець
- Антон Ласін — епізод
- Анастасія Михайловська — епізод
- Олександр Філімонов — епізод
- Женя Фроловський — епізод
- Олександр Донських фон Романов — Сашко, співак та музикант
- Ніна Нісс-Гольдман — Ніна Іллівна

## Знімальна група
- Режисери — Олег Морозов, Андреас Крістоф Шмідт
- Сценаристи — Андреас Крістоф Шмідт, Олег Морозов, Рената Литвинова
- Оператор — Олег Морозов
- Художник — Наталія Кочергіна
- Продюсери — Олександр Голутва, Мартін Хагеман